# Morpho tobagoensis
Morpho tobagoensis är en fjärilsart som beskrevs av Sheldon 1938. Morpho tobagoensis ingår i släktet Morpho och familjen praktfjärilar. Inga underarter finns listade i Catalogue of Life.